# Barbacenia macrantha
Barbacenia macrantha là một loài thực vật có hoa trong họ Velloziaceae. Loài này được Lem. miêu tả khoa học đầu tiên năm 1854.